# 294e régiment d'infanterie
Le 294e régiment d'infanterie (294e RI) est un régiment d'infanterie de l'Armée de terre française constitué en 1914 avec les bataillons de réserve du 94e régiment d'infanterie.
À la mobilisation, chaque régiment d'active créé un régiment de réserve dont le numéro est le sien plus 200.

## Création et différentes dénominations
Le 94eRI  est le régiment héritier de la Garde impériale c'est pourquoi il porte le nom de "La Garde". Bien souvent dans les écrits il n'est pas désigné par son numéro, mais par son nom. L'ensemble 94e RI, 294e RI et 44e RDIT était appelé "La Garde".[réf. nécessaire]
- 1914 : 294e Régiment d'Infanterie, régiment de réserve du 94e RI de Bar-le-Duc, où dominaient les « sangliers des Ardennes » et les Meusiens du Barrois. Mis sur pied en août 1914, formé à deux bataillons puis 3.
- Juillet 1916, le 8e Bataillon du 354e Régiment d'Infanterie (Régiment dissous) est rattaché au 294eRI qui est ainsi formé de trois Bataillons. Le 5e Bataillon du 354e devient le 4e Bataillon du 294e RI
- 1918 : Le 28 octobre 1918, le régiment est dissous par ordre du GQG La moitié des cadres et de la troupe est utilisée pour la constitution du 17e régiment de tirailleurs
- 1939 : 294e Régiment d'Infanterie, régiment de réserve, formé à 3 bataillons, mis sur pied le 6 septembre 1939 dans le secteur de Commercy.

## Chefs de corps
- 1914 : le régiment entre en campagne le 9 août sous les ordres du Lieutenant Colonel Duperrier. Le 3 sept, le Lieutenant Colonel Duperrier, malade, est évacué et le Chef de Bataillon Selva prend le commandement du régiment.

- 1915 : 26 septembre 1915, Le Colonel Louis Joseph Bonne Commandant la 111e Brigade (294-354e RI) est tué à son poste, au combat au nord de Souain, ainsi que le sous-lieutenant Henri Wilhelm. Le lieutenant Colonel Selva prend le commandement de la Brigade, le Chef de Bataillon Voinier celui du Régiment. 9 oct, Le Lieutenant-Colonel Selva malade est évacué et est remplacé dans le commandement du Régiment par le Lieutenant-Colonel Dayde.

- 1916 : le Lieutenant-Colonel Jean Louis Dayde, Saint Cyr (Annam 1885-1887), est tué à son poste de combat au nord de Souain le 26 février ainsi que 2 officiers de l’État Major du régiment. Le Lieutenant-Colonel Berthon prend le commandement du régiment le 27.

- 1939 : Lt-Col Bussienne

## Historique des garnisons, combats et batailles du294eRI

### Première Guerre mondiale
À la mobilisation, en 1914, les régiments français d'infanterie forment chacun un régiment de réserve dérivé dont le numéro est celui du régiment actif majoré de 200. De surcroît, le régiment de réserve est, au départ, commandé par le lieutenant-colonel, commandant en second du régiment actif, et la numérotation des compagnies du régiment de réserve prend la suite de celle du régiment d'active.

#### Affectations
- 6e Corps d'Armée
  - 56e Division de Réserve d'août 1914 à janvier 1917
  - Le 11 janvier 1917, le 294e RI cesse de faire partie de la 56e DI et passe à la 166e DI du 6e Corps.

#### 1914
Formé à deux bataillons, le Régiment quitte Bar-le-Duc et entre en campagne le 9 août sous les ordres du Lieutenant Colonel Duperrier. Il fait partie de la 56e DI - 111e Brigade.
Campagne 1914 : combat de Buzy, Senlis, Bataille de la Marne, combat sur l'Aisne, Bataille de l'Oise,

#### 1915
Artois
Le régiment relève dans la nuit du ? novembre 1914 des éléments du 20e CA sur la ligne Hannescamps – Foncquevillers, Hébuterne devant Monchy-au-Bois, La Brayelle et Gondecourt (les deux bataillons sont en ligne). Organisation des positions en secteur défensif.
Le régiment est relevé au mois de février et reste trois semaines en seconde ligne puis s’installe à nouveau dans le secteur de Foncquevillers avec un bataillon en ligne, un en réserve.
En juin, sans être engagé, le régiment est pivot dès l’attaque que le 1er ??? déclenche sur le moulin de Tout Vents.

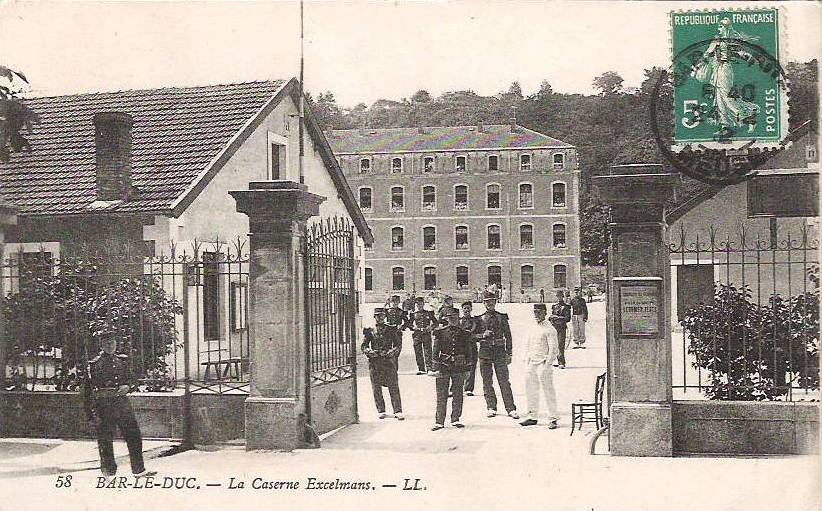
Bar-le-Duc, caserne Excelmans.
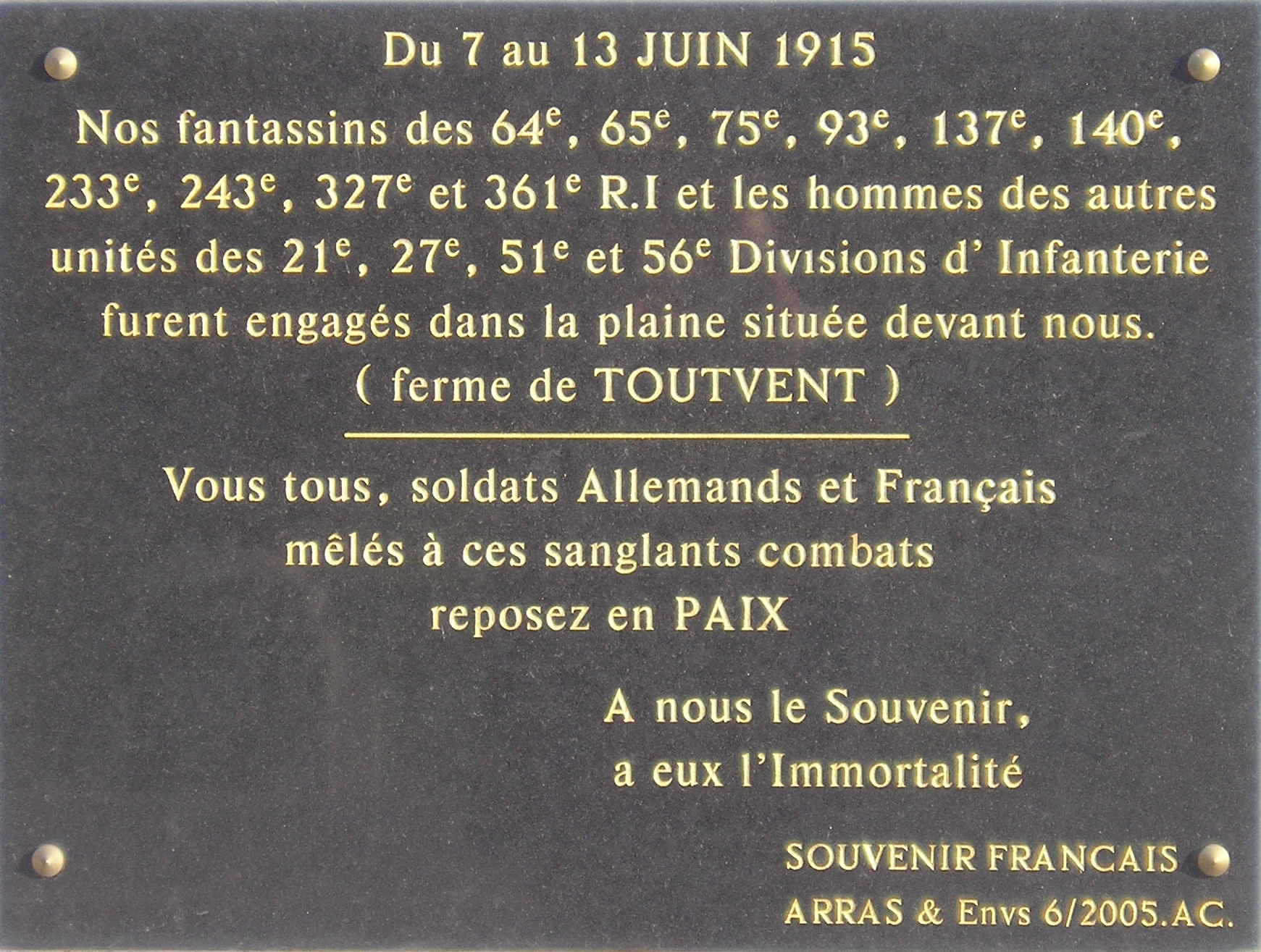
Plaque du Souvenir Français à la Ferme de Toutvent.
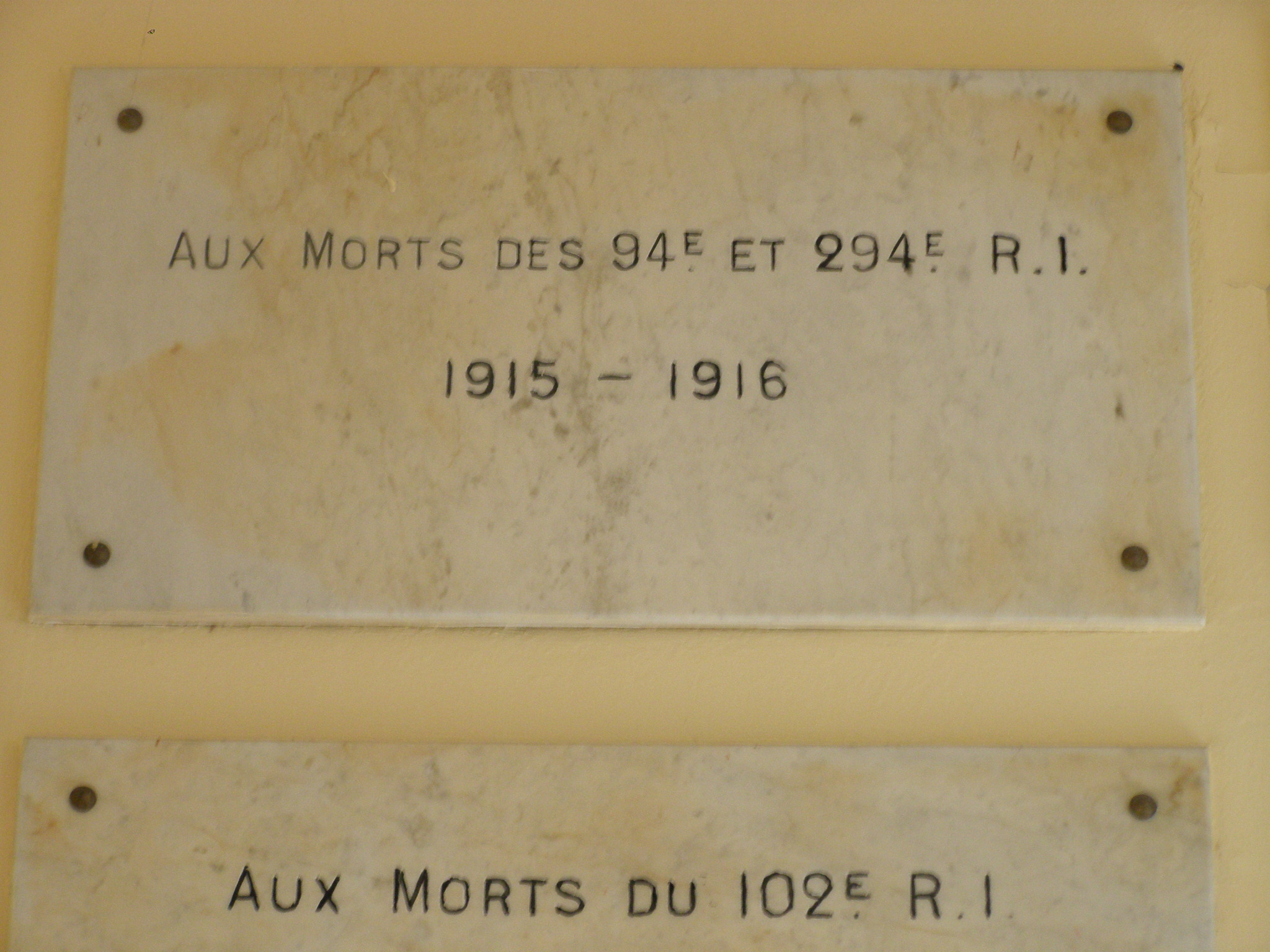
Plaque dans le monument ossuaire de la ferme de Navarin à Souain-Perthes-lès-Hurlus.

Offensive de Champagne Seconde bataille de Champagne (septembre 1915)
Le 25 septembre 1915, dans le cadre de la grande offensive de Champagne, le 2e Corps d'Armée Colonial, aile droite de la IVe Armée commandée par le Général de Langle de Carry, avait la redoutable mission, en partant de part et d'autre du village de Souain, de faire tomber la première position allemande sur un front de 5 kilomètres et sur une profondeur de plus de 3 kilomètres. Le 2e Corps Colonial devait ensuite percer la deuxième position ennemie au nord de Navarin, afin de permettre aux unités du 6e Corps d'Armée (127e DI, 12e DI, 56e DI) d'exploiter en direction de Sommepy -Vouziers.
Le 25 septembre, le régiment gagne au jour ses emplacements de combat, le 56e DI en seconde vague derrière le 7e CA a pour mission d’exploiter le succès et de dépasser le 7e CA lorsque celui-ci aura atteint la cote 150. Le régiment est en première ligne et suit la progression qui rencontre des difficultés à L’Epine de Vedegrange.
26 septembre - Message 6e CA à 127e DI -12e DI - 56e DI (294e - 354e - 355e - 350e - 361e RI - 65e - 69e BCP). Le 26/09/1915 - 3 heures du matin « … La mission du 6e Corps est de continuer l'offensive en direction générale de Sommepy. 12e DI, à l'ouest de la route de Somme-Py.
Le 26, avant le jour, le 294e RI reçoit l’ordre d’aller prendre position au nord de Souain en soutien du 6e CA. Après avoir gagné ses emplacements par la voie romaine et la ferme des Wacques, le régiment s’installe en position d’attente vers les bois Guillaume et du Sultan sous de violents tirs d’artillerie ennemie. Le colonel Bonne, commandant la 3e brigade est tué à son poste, le lieutenant colonel Selva prend le commandement de la brigade, le chef de bataillon Voinier celui du Régiment. Le 27, le régiment passe en première ligne et attaque la tranchée des Vandales, à l’ouest de la Ferme Navarin, relevant des éléments du 54e RI et Corps colonial. Sous des tirs d’artillerie de plus en plus violents, les attaques continuent les 28 et 29, mais se heurtent à des réseaux épais de fils de fer intacts.
Le 30 au soir, le régiment passe en réserve jusqu’au 3 octobre, date à laquelle il prend position à l’Est de la route Souain - Sommepy et commence des préparatifs d’attaque.
Une puissante offensive prévue pour le 6 octobre, doit essayer d'enlever la totalité de la 2e ligne allemande, c'est-à-dire la ligne de hauteurs Est-Ouest jalonnée par les buttes de Tahure et de Souain, la ferme Navarin, et qui s'étend à l'Ouest jusqu'à la vallée de la Suippe. Mais cette fois l'ennemi n'est pas surpris, partout il a renforcé son front, établi de nouvelles lignes, des tranchées aux noms évocateurs : tranchées des Tentonnes, des Gretchen, des Vandales, des Satyres, de la Kultur (ces noms, portés sur les plans directeurs, ont été donnés non par les Allemands, mais par nos états-majors), et reçu des renforts et massé de l'artillerie
Le 6 octobre, les unités de la 56e DI attaquent en vain. Les compagnies buttent sur un enchevêtrement de fils de fer barbelés La 23e compagnie du 294e tente un coup de main sur les organisations du bois P18 ; mais est arrêtée sous les réseaux ennemis profonds et intacts. Le régiment attaque à la baïonnette le même point, à 3 heures de l’après-midi le 8 et s’empare des trois premières tranchées ennemies (tranchée des satyres), tandis qu’un tir de barrage empêche le débouché du 354e RI placé en réserve. L’ennemi contre-attaque sans aucun succès mais les mitrailleuses ennemies prennent les tranchées conquises de flanc et, sous leur protection des détachements progressent, menaçant de couper nos communications. Des combats corps à corps s’engagent et devant l’arrivée de renforts ennemis les unités d’attaque regagnent leurs parallèles de départ avec des pertes énormes : 800 hommes du 294e (Les carnets de l'aspirant Laby, op cité). Le 5e bataillon a perdu tous ses officiers au cours de l’opération et le 6e bataillon n’en compte plus que quatre. Malgré ses efforts l’ennemi ne peut nous déloger de nos parallèles ; le régiment est relevé le 9 et après être resté quelques jours en réserve à Bussy-le-Château va s’installer au repos à Sarry pour y être reconstitué.
En 2007, un soldat français du 294e RI, Étienne Fiacre MORIN né le 4 octobre 1876 à Guimaëc (Finistère), disparu le 8 octobre 1915, a été retrouvé dans ce secteur lors de travaux dans le camp militaire de Suippes, il a été relevé règlementairement par les autorités militaires. Les recherches de familles n'ont malheureusement pas abouti, les objets de ce soldat sont visibles au petit musée dans la mairie de Souain
Le 15 novembre, le 294e RI va occuper les tranchées de première ligne du secteur au nord de Souain à l’est de la ferme de Navarin (Hering).

#### 1916
Le Régiment tient le secteur de Souain - ferme de Navarin pendant l’hiver 1915-1916. Secteur très agité où le service est rendu très pénible du fait du mauvais temps, du terrain profond et des nombreux travaux à exécuter. Au cours de cette période le Régiment organise le secteur. Aucun engagement d’Infanterie à signaler jusqu’en février, par contre, de nombreuses démonstrations d’artillerie pour détruire de part et d’autre les organisations de première ligne. Le 12 février, l’ennemi ayant réussi à prendre pied dans une tranchée avancée à gauche du 294e RI (Saillant du Bonnet-d’Evêque) un bataillon du Régiment prend part à la reprise de cette position.
Le 28, les Allemands s’emparent à droite du 294e de la ferme de navarin située dans le secteur voisin.
Bataille de Verdun
Le 16 mai, le Régiment relève le 108e RI en première ligne au Nord du Ravin de la Dame sa droite appuyée à la ferme de Thiaumont. C’est l’époque où l’ennemi lance des attaques inconscientes pour s’emparer du fort de Vaux.Afin d’opérer une diversion notre commandement prépare une contre-offensive sur Douaumont.
Du 16 au 21, des actions de détails sont menées par la Division pour s’emparer des lignes de départ favorables à l’action principale. À gauche, la 112e Brigade s’empare des carrières d’Haudromont. Au cours de cette période la lutte d’artillerie est formidable et pour permettre aux hommes de s’abriter il n’existe ni abris, ni tranchées, ni boyaux, ces derniers étant aussitôt détruits qu’ébauchés. L’attaque principale est donnée le 22 au matin ; le 3e C.A. en liaison avec le 294e RI parvient à enlever le fort et réussit à s’y maintenir pendant 20 heures. Le Régiment s’empare de la première ligne ennemie que les contre-attaques répétées du Régiment de la Garde Prussienne ne parviennent pas à nous enlever.
Cette position située à la crête battue de flanc par l’artillerie et les mitrailleuses, elle doit être évacuée à la nuit.
Les 23-24 et 25, les Allemands passent à l’offensive malgré la progression de nos hommes dans le secteur à gauche du régiment, nos hommes merveilleux de courage résistent à quatre attaques menées par des forces importants et font subir à l’assaillant des pertes énormes.
L’emplacement de la ferme de Thiaumont où l’ennemi a réussi à s’infiltrer est repris par une contre-attaque immédiate du 5e Bataillon.
Bataille de la Somme
Après avoir été transporté en chemin de fer dans la région d’Amiens (débarquement à Boves), le 28 septembre, le 294e RI relève en première ligne devant Morval le 73e RI et des éléments de l’Armée Anglaise. Entre le 1er et le 6 octobre, de nombreux combats sont livrés pour rectifier nos lignes en vue d’une action importante. Le 7 octobre le Régiment (formant la gauche de la 56e DI) en liaison avec le 1er C.A. attaque en liaison avec l’Armée Anglaise à gauche, avec le 355e à droite et progresse jusqu’aux lisières de Sailly-Saillisel s’emparant de la première ligne ennemie faisant des prisonniers et capturant un matériel d’artillerie important. Le combat continue les 8 et 9 octobre pour appuyer la droite de l’Armée Anglaise, laquelle soumise au feu de nombreuses mitrailleuses ennemies a éprouvé beaucoup de difficultés à progresser.
Le 25, le 294e occupe le secteur de Cléry qu’il ne quitte que le 4 décembre. Secteur très agité où les actions d’artillerie se succèdent sans relâche et que le mauvais temps et les travaux à effectuer rendent très pénibles

#### 1917
Offensive de l'Aisne
Le Régiment reste en réserve à Dhuizel les 16 et 17 avril, puis est mis le 18 à la disposition de la 127e DI dont il relève les éléments de gauche en première ligne 355e RI. Le 20, le 4e Bataillon s’empare des villages d’Aizy et de Jouy, puis des pentes Sud du Mont Sans Pain et du Mont des Roches. Ce succès nous rend maître d’un matériel très important comprenant notamment 6 canons et une très grande quantité de munitions d’artillerie.
Jusqu’au 4 mai, le Régiment s’organise sur le terrain conquis à portée d’assaut de la ligne Mindenburg. Le régiment, aile gauche de la Division, d’un élan magnifique, atteint tous ses objectifs et s’empare de toute la première position ennemie : tranchée de la Miche, le Panthéon, les Bovettes et la carrière des Bovettes, faisant 400 prisonniers et s’emparant d’un nombreux matériel dont 5 mitrailleuses.
5 mai : le 294e forme la gauche de la 166e DI. Attaque et conquête par la gauche de la 166e de la ferme des Bovettes et de l’éperon de la chapelle Sainte-Berthe. Mort du commandant Roussel .
6 mai : à minuit contre-attaque qui reprend une partie de la tranchée conquise la veille à l’est du fort de la Malmaison, pagaille immense avec des Allemands et des Français dans les mêmes trous les plus nombreux faisant prisonniers les moins nombreux… Alertes aux gaz. Le soir, la 22e compagnie contre-attaque à gauche et reprend la tranchée perdue le veille.
7-8 mai : le 7, temps redevenu beau, combats se calment comme le bombardement, jusqu’à une contre attaque « furieuse » sur tout le front à 23h : ils prennent la première ligne à la 23e compagnie. Contre attaque française à 4h du matin le 8, combats jusqu’à midi. Relevés le soir par le 172e RI.
Le Régiment relevé dans la nuit du 9 au 10 mai par le 172e RI gagne par voie de terre les cantonnements de repos dans la région de Soisson. Le 19 mai, Septmonts est traversé par le 26e BCP qui manifeste sa colère en chantant l'Internationale.
Le 22 mai, le Régiment remonte en ligne et relève le 172e RI. Le 25 une attaque allemande déclenchée au petit jour permet à l’ennemi de prendre pied dans nos éléments avancés du saillant de Bovettes. Appuyées par deux compagnies du 26e Bataillon Sénégalais, nos fractions de réserve contre-attaquent aussitôt et nettoient d’ennemis les carrières de Bovettes, y faisant 40 prisonniers et s’emparent de 2 mitrailleuses. Les nombreuses tentatives faites par l’ennemi pour récupérer ces carrières échouent malgré une préparation d’artillerie intense

#### 1918
Le 14 janvier, le Régiment reprend son ancien secteur pour en être relevé à nouveau le 25 et à faire mouvement par voie de terre de Fraize et Granges par Rupt sur Moselle jusqu’à Genevreuille où il arrive le 8 février et il embarque le 13 mars pour revenir dans la région de Bruyères.
Le 17 mars, il tient le secteur en face de Senones (Bois Palou) et au Spitzemberg.
Le 24 mars, il est relevé à nouveau pour embarquer le 26 à Laveline devant Bruyères.
Bataille de Santerre
Débarqué le 29 mars à Breteuil, le 294e RI est de suite utilisé au Nord du bois de Moreuil et à Hargicourt pour tenir tête à une puissante attaque allemande.
Le soir même du 29, à 17 heures, le 5e Bataillon se dispose à contre-attaquer, mais ne peut déboucher de Braches et s’installe pour la nuit en position défensive. Toute la nuit se passe à, repousser les attaques successives des allemands qui éprouvent des pertes énormes.
Le 30 mars, à 6 heures, l’ennemi attaque à nouveau après une préparation d’artillerie énorme.
À 8 heures, le passage de Braches tenu par la DI voisine est forcé et contraint le RI à se replier bien qu’il tienne tête à Aubvillers, du Bois des Arrachis et à Sauvillers.
Le 31 mars, il tient la lisière des Bois de Mongival et du Bois Carre où il est relevé dans la nuit du 31 mars au 1er avril par le 171e RI pour passer en réserve à la cote 129 (O. de Thory) et organiser la défense de Sourdon
Du 4 au 10 avril, les bataillons sont mis à la disposition des unités de première ligne pour les étayer.
Relevé le 11 avril, le RI va s’embarquer à Clermont le 14. débarqué le 15 à Pont Saint Vincent (Lorraine), il se rend dans la région de Lunéville.
Le 6 mai, il tient le Sous Secteur de Marainvillers, où il est relevé le 8 juin par le 171e RI.
Le 28 octobre 1918, le Régiment est dissous par ordre du GQG La moitié des cadres et de la troupe est utilisée pour la constitution du 17e RI de Tirailleurs.
Le régiment a vécu les quatre ans trois mois de guerre et prit part à la plupart des affaires de la campagne.

### Seconde Guerre mondiale
Il est remis sur pied en 1939-1940, formé le 6 septembre 1939 dans le secteur de Commercy par le centre mobilisateur d'infanterie no 62, sous les ordres du lieutenant-colonel Bussiènne. Constitué de trois bataillons, il est rattaché à la 56e division d'infanterie.
Pendant la bataille de France, deux des bataillons sont coupés de leur division le 14 juin par l'attaque de la 1. Panzerdivision à Joinville-sur-Marne. Ils couvrent le 18 le flanc gauche de la 1re division d'infanterie coloniale attaquée sur la Meuse. Ils sont rattachés au groupement du général Brussaux (sl), avec le 69e régiment régional et le 46e RAMF (régiment d'artillerie mobile de forteresse).

### De 1945 à nos jours
- Présence en Algérie de 1956 à 1957 comme 294e bataillon d'infanterie.

## Drapeau
Il porte, cousues en lettres d'or dans ses plis, les inscriptions suivantes :
- Verdun 1916
- La Somme 1916
- Montdidier 1918

- pas de citations du régiment.

## Insigne
L'insigne du régiment, réalisé en 1939, présente sur fond bleu et blanc (rappel de l'insigne du 94e RI), un lion des Flandres et une nef parisienne, références à l'origine de certains réservistes du régiment. Le chardon et la croix de Lorraine font référence à l'origine lorraine des autres réservistes mais rappellent également les symboles du régiment en 14-18.

## Personnalités ayant servi au294eRI
- Pierre Ancher (1893-1918), instituteur et poète, son nom est inscrit au Panthéon parmi les 560 écrivains morts pour la France.
- Georges Maurice (1882-1916), professeur de lettres et poète, il figure parmi les 560 écrivains morts pour la France au Panthéon.

### Sources et bibliographie
- Les carnets de l'aspirant Laby, médecin dans les tranchées, 28 juillet 1914 - 14 juillet 1919. Éditions Bayard, Paris, 2001, existe en format poche. En 1914, Lucien Laby, 22 ans, originaire de Reims est élève de l'École du Service de santé militaire de Lyon. Au déclenchement de la guerre,  il est affecté au 294e RI où il devient de facto médecin de bataillon, chargé des premiers secours et évacuations, depuis les postes de soins situés aux premières lignes. Chaque jour il prend la peine d'écrire ce qu'il vit au front, en illustrant parfois lui-même ces textes. Un récit poignant.

- Le siècle de Verdun, Documentaire de Patrick Barberis, France, 2006, 52 min, Coproduction : ARTE France, Image et Compagnie, ARTE France. Documentaire qui retrace les différentes étapes de la construction de la mémoire de Verdun en France et en Allemagne depuis la fin de la bataille en 1916 jusqu'à notre époque contemporaine. Il montre l'évolution selon les périodes de la symbolique attachée à la bataille de Verdun dans les deux états. Un commentaire sur des images factuelles contemporaines du site de Verdun, des images d'archives, alterne avec les interviews d'Antoine PROST, historien, professeur d'Université à Paris 1, de Gerd KRUMECH, professeur d'histoire contemporaine à l'Université de Düsseldorf, de Pierre LABORIE, directeur d'études à l'EHESS, et les témoignages de Marcel BATREAU, fantassin français du 294e et d'Ernst WECKERLING, fantassin allemand.